# Sint-Johanneskerk (Hamburg-Harvestehude)
De Sint-Johanneskerk in het stadsdeel Harvestehude is een neogotisch kerkgebouw in Hamburg. De kerk werd in de Tweede Wereldoorlog niet getroffen door de bombardementen op de stad en behoort sindsdien tot de best bewaarde neogotische monumenten van de stad.

## Geschiedenis

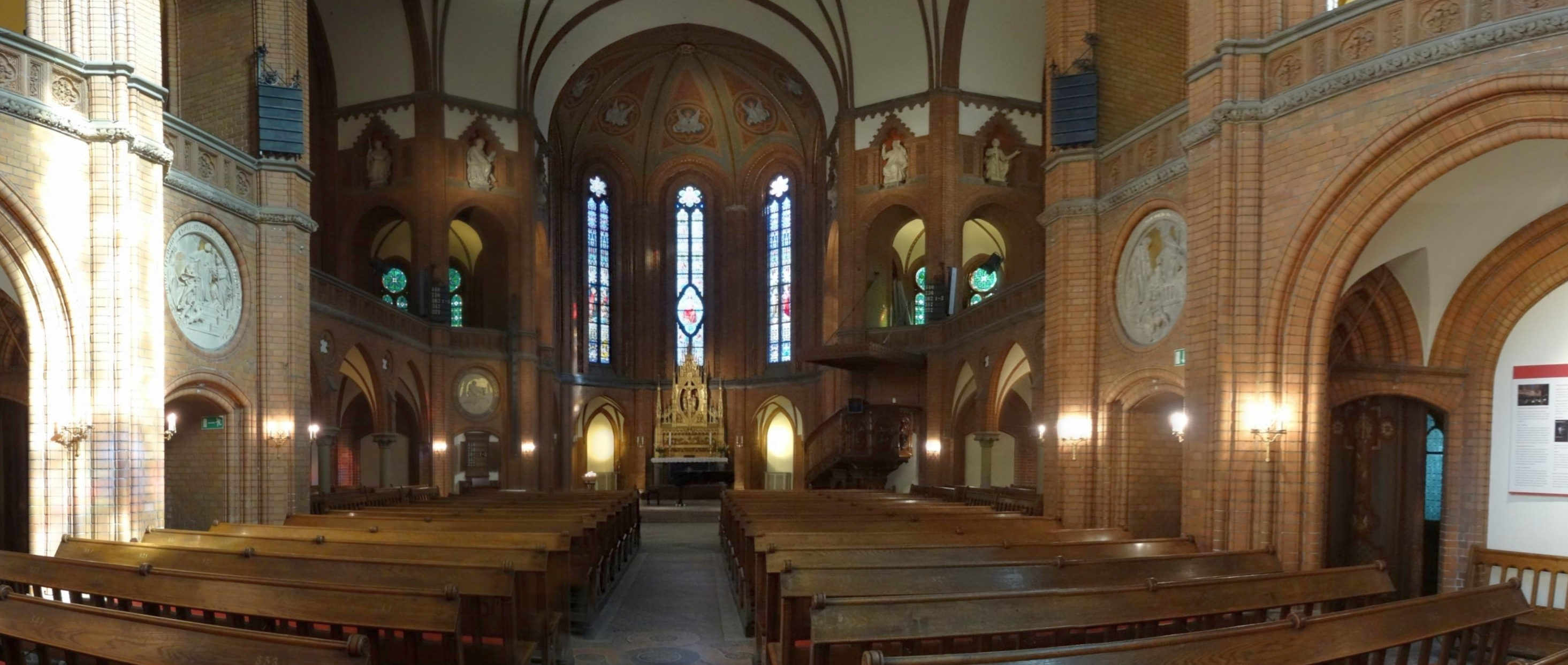
Interieur

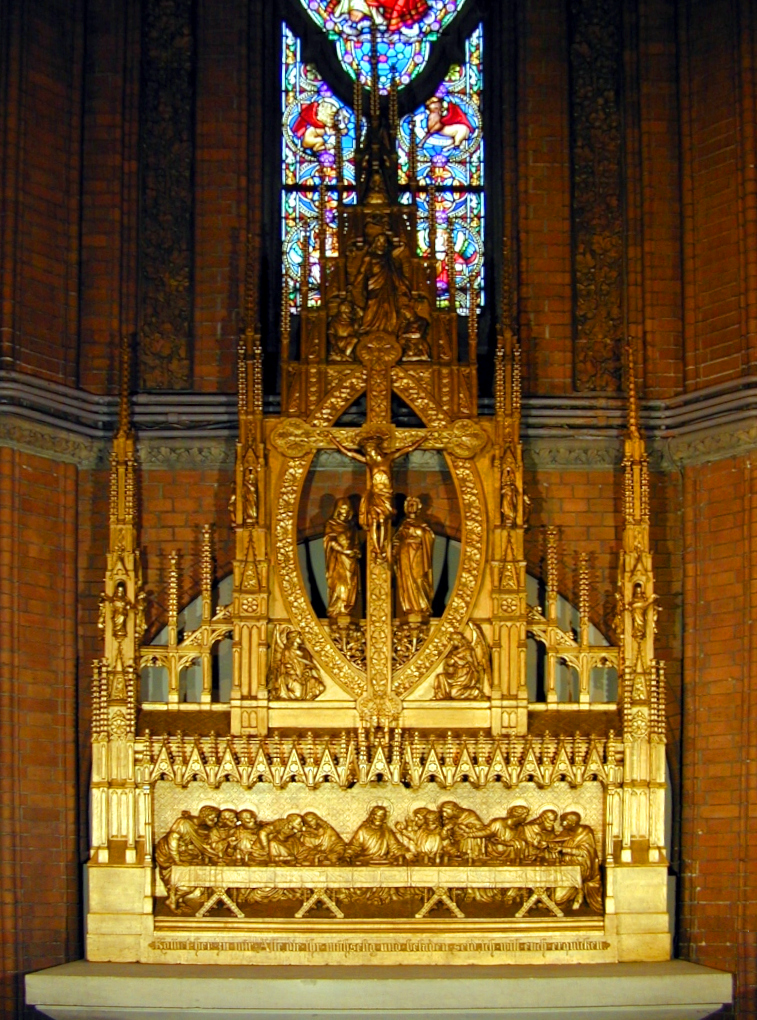
Altaar

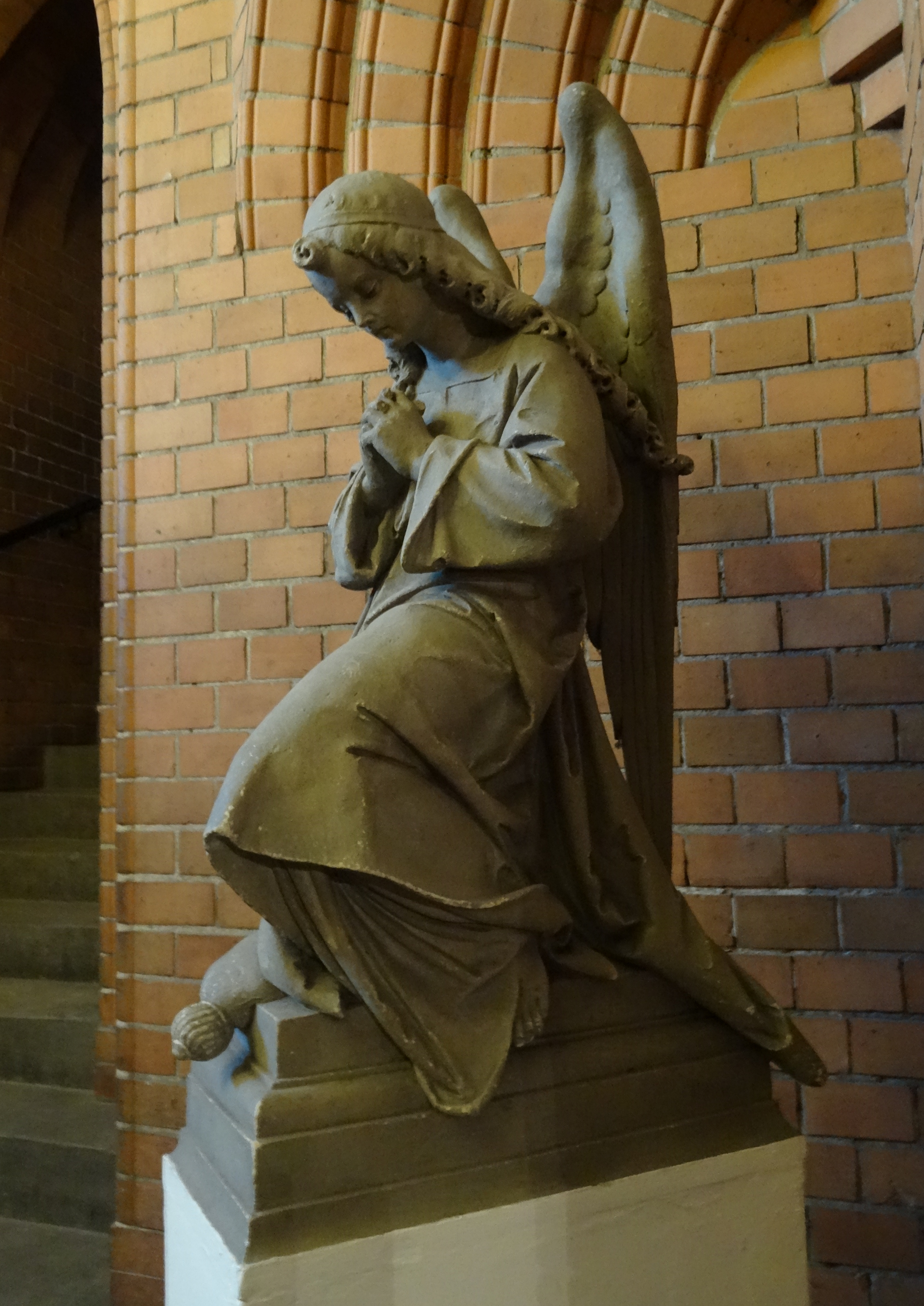
Engel van Aloys Denoth

Na de opheffing van de stadsbevestiging in 1860 begonnen de gebieden buiten de oude hanzestad zich razendsnel te ontwikkelen. Veel van de oorspronkelijke dorpskerken werden al snel te klein voor de groeiende agglomeraties en rond 1880 moest er dientengevolge een hele reeks van nieuwe kerken worden gebouwd. De Sint-Johanneskerk was een van deze nieuwbouwkerken.
De parochie van Sint-Johannes werd gesticht op 27 januari 1879. Uit de zeven ontwerpen werd dat van Wilhelm Hauers gekozen om uit te voeren. Het ontwerp voorzag in een kerk conform het Eisenach-Regulatief van 1861, dat voorzag in een aantal basisnormen waaraan de ontwerpen voor de ideale protestantse kerk in Duitsland moesten voldoen.
In de Tweede Wereldoorlog ontsnapte de Sint-Johanneskerk als een van de weinige stadskerken aan de allesvernietigende bombardementen op de stad.
De kerk werd in de jaren 1970 onder de organist Claus Bantzer een centrum van kerkmuziek in Hamburg.

## Inrichting
In de kerk is vrijwel alles op voorstellingen van Jezus en het houtgesneden vergulde altaar georiënteerd. Het altaar is een werk van de Hamburger Fritz Neubers (1837-1889) en toont Christus drie keer:
- De voorstelling van het Heilig Avondmaal is een houtgesneden kopie van het werk van Leonardo da Vinci. Eronder staan de woorden Kommt her zu mir alle, die ihr mühselig und beladen seid, ich will euch Ruhe geben (vertaling: "Kom naar mij, jullie die vermoeid zijn en onder lasten gebukt gaan, dan zal ik jullie rust geven', naar het evangelie van Mattheüs 11:28).
- Boven het Avondmaal bevindt zich een kruisigingsgroep omgeven van een mandorla; het betreft een kopie van de beroemde houtsnijder Tilman Riemenschneider.
- Boven de kruisigingsgroep staat in de top de opgestane Christus

Het kerkvenster boven het altaar toont Christus als Hemelse Heerser.
De beeldhouwer Aloys Denoth heeft voor de kerk in 1892 twee engelen in aanbiddende houding vervaardigd. Oorspronkelijk flankeerden ze het hoogaltaar, maar later werden ze verplaatst naar de voorhal. Van de hand van dezelfde kunstenaar werden de reliëfmedaillons met Bijbelse voorstellingen in de kerk gemaakt.
De ontwerpen voor de glasvensters stammen uit de school van de bekende Nazarener Julius Schnorr von Carolsfeld. Dankzij goede bescherming vanaf het begin tegen weersinvloeden en vervuiling bevinden de vensters zich nog altijd in dezelfde staat als een eeuw geleden. De vensters tonen een samenhangende cyclus uit de Bijbelse geschiedenis. Vanaf de hoofdingang links beginnend zijn er drie voorstellingen uit het Oude Testament, in de viering wordt het Kerstverhaal uitgebeeld, in het koor zijn het voorstellingen van Christus, in de viering tegenover het geboortevenster is er een Pinkstervenster en ten slotte zijn er nog (rechts van de hoofdingang) drie vensters met motieven uit het Nieuwe Testament. Bijzonder is dat de voorstellingen van het Oude en Nieuwe-Testament met elkaar correleren.

## Orgel
Het orgel gaat terug op een instrument uit de bouwperiode van de kerk. In 1882 installeerde de firma Marcussen & Søn uit Denemarken een tweemanualig orgel met 27 klinkende registers. Het orgel werd herhaaldelijk verbouwd en kreeg de definitieve vorm in 1933 door de firma Furtwängler & Hammer uit Hannover. Het instrument kreeg toen 55 registers en was sindsdien ononderbroken in gebruik. Na de Tweede Wereldoorlog was het orgel het enig bewaarde concert-kerkorgel van Hamburg. In de jaren 1970 werd het instrument gereinigd en gerenoveerd. Bovendien werd door de firma Willi Peter, Keulen een nieuwe speeltafel gemaakt, waarbij moderne elektronica werd toegepast. Dankzij deze speeltafel is het orgel geschikt voor alle orgelliteratuur, van de tijd van voor de barok tot de moderne tijd en improvisatie.
Er wordt door Orgelbouw Mühleisen uit Leonberg gewerkt aan een nieuw orgel in de historische orgelkas, die zoals oorspronkelijk een dispositie in romantische stijl krijgt. Het bestaande pijpenmateriaal wordt hersteld en opnieuw gebruikt. In voortzetting op het oorspronkelijk werk wordt een nieuw zwelwerk achter het orgel gebouwd en een klarinetwerk toegevoegd. Het nieuwe instrument zal 53 registers verdeeld over drie manualen en pedaal hebben. De speeltracturen zijn mechanisch, de registertracturen en koppels al naargelang keuze mechanisch en elektrisch.